# Colibrí àngel de Bogotà
El colibrí àngel de Bogotà (Heliangelus zusii) és una espècie d'ocell de la família dels troquílids (Trochilidae) que es va descriure sobre la base d'un individu del nord-oest de l'Equador.
Aquesta espècie és avui considerada un híbrid d'Aglaiocercus kingii i altra espècie no definida arran Pérez-Emán et al. 2017.